# リエコ・イングリッシュ
リエコ・イングリッシュ（Lieko English, 1947年6月3日 - ）は、アメリカ合衆国のアダルトモデル。沖縄県出身の日系アメリカ人で、『PLAYBOY』1971年6月号の「プレイメイト・オブ・ザ・マンスMiss June 1971」として知られる。本名：レイコ・アラカキ（Leiko Arakaki）。

## 経歴
1947年6月3日、沖縄県に生まれる。
12歳のとき家族とともにオクラホマ州オクラホマシティに移住。なお、ミス・ユニバース1965の後単身渡米したとする資料もある（後述）。
1965年、沖縄を代表してミス・ユニバース1965に出場した。この年は日本代表（ミス・ユニバース・ジャパン）とは別に占領下の沖縄の代表が世界大会に出場している。7月24日、フロリダ州マイアミビーチで行われた決勝では入賞はかなわなかった。本人によると、大会中は役人の監視があり不自由な思いをした。
沖縄に帰るとファッションモデルとして活動。しかし、沖縄の経済規模を考えるとモデルとしての将来はそれほど明るくないことに思い至る。米国移住を計画し、まずハワイのおばのところで一か月暮らす。その後ジョージア州アトランタに定住。アトランタのPlayboy Clubでバニーガールとして働く。
イリノイ州シカゴのプレイボーイクラブで働いていたこともあり、ヒュー・ヘフナーの自家用ジェット（DC-9）の「乗り組みバニーJet Bunny」でもあった。リエコは陰毛を披歴したプレイメイトとしては最初期の一人である。　